# Confident (альбом Деми Ловато)
Confident — пятый студийный альбом американской певицы и актрисы Деми Ловато. Выпущен 16 октября 2015 года на лейблах Safehouse Records, Hollywood Records и Island Records. Лид-синглом альбома стала песня «Cool for the Summer», которая была выпущена 1 июля 2015. Композиция добралась до 11 строчки авторитетного чарта «Billboard Hot 100». Вторым синглом стала песня «Confident», премьера которой состоялась 18 сентября 2015. Композиция дебютировала с 58 строчки «Billboard Hot 100». На альбоме присутствуют дуэты с австралийской рэпершей Игги Азалией и американской рэпершей Sirah. Ловато является соавтором 9 песен на альбоме. Продюсерами и соавторами лонгплея являются Макс Мартин, Райан Теддер, Стив Мак, Рами Якуб и Stargate.

## Предпосылки и запись
18 декабря 2013 года Ловато подтвердила, что начала работу над новым альбомом, заявив: «Мой звук меняется вместо со мной». Также она добавила: «Я никогда не была настолько уверена в себе, как артист. Когда дело доходит до уверенности, это касается не только личных вещей, но и моего звучания, моих способностей. И этот альбом даёт мне возможность показать людям, кто я на самом деле.» В октябре 2014 менеджеры Деми рассказали изданию «Billboard», что певица «уже приготовила несколько песен, но они будут представлены не ранее следующего года», то есть пока не завершится «Demi World Tour».
В феврале 2015 Ловато написала несколько твитов в социальной сети, намекая на работу над альбомом: «Ещё никогда я не была настолько уверена в своём звучании. Никогда не была уверена в том, кто я, как артист. Никогда не чувствовала себя жаждущей и неуправляемой.» Она также описала альбом как «соответствующий настоящей мне».
В июне 2015 Деми подтвердила, что проводит в студии почти каждый день и выпустит новую музыку «очень скоро». Она рассказала MTV News: «В этот раз я смогла попробовать разное звучание и усовершенствовать то, чем я действительно горжусь.» Также она изъявила желанием поработать с рэпершей Игги Азалией. Обсуждая направление альбома с Райаном Сикрестом, Деми сказала: «Я больше не серьёзная», заявив: «С меня хватит тех слезливых историй. Новая глава, новая жизнь, новый альбом, новый сингл — это совершенно новая Деми.» Помимо этого, она сказала, что альбом содержит «много провокационных песен».

## Релиз
«Confident» первый альбом певицы, выпущенный на лейбле Safehouse Records, созданном ей, Ником Джонасом и их менеджером Филом Макинтайром, как совместный лейбл с Island Records. Ловато сказала: «Я близко работаю с обоими [Ником и Филом] на протяжении нескольких лет и у нас одинаковый взгляд на создание музыки. Это невероятно быть частью новой компании, где я сама контролирую все аспекты моей карьеры.» 26 августа 2015 Деми представила обложку, название и трек-лист альбома при помощи социальной сети. Названия тринадцати песен с альбома представили звёздные друзья Ловато: Ким Кардашян, Ник Джонас, Дженнифер Лопес, Адам Ламберт, Кристина Перри, Райан Сикрест,
Пит Венц, Беа Миллер, Игги Азалия, Хейли Стейнфилд и Перес Хилтон. Одну из песен представил возлюбленный певицы Уилмер Вальдеррама.

## Синглы
«Cool for the Summer» стала лид-синглом с альбома и была выпущена 1 июля 2015. Композиция добралась до 11 строчки американского чарта «Billboard Hot 100». Также песня вошла в топ-10 Великобритании, Новой Зеландии, Шотландии и Чешской Республики, и расположилась в топ-20 в Канаде, Ирландии и Австралии. Вторым синглом стала заглавная песня альбома.
Композиция «Confident» стала вторым синглом альбома, премьера которой состоялась 18 сентября 2015. Однако на песню значительно повлиял слив трека ещё в августе 2015 года.

## Продвижение
29 сентября 2015 Ловато предложила своим фанатам задание. Она объявила, что спрятала специальные коробочки в разных местах. Каждая коробка содержит фрагмент песни с грядущего альбома. Первые две были найдены в тот же день в Нью-Йорке. Первая коробка содержала отрывок песни «Stone Cold», а во второй таился фрагмент «Old Ways». Ловато исполнила «Stone Cold» в этот же день в «Highline Ballroom» в Нью-Йорке. 17 октября Деми исполнила попурри «Cool for the Summer» и «Confident», а также «Stone Cold» на Saturday Night Live.

## Отзывы критиков
| Оценки критиков         | Оценки критиков |
| Источник                | Оценка          |
| ----------------------- | --------------- |
| AllMusic                | [ 15 ]          |
| The A.V. Club           | B               |
| Billboard               | [ 17 ]          |
| Entertainment Weekly    | B+              |
| The Guardian            | [ 19 ]          |
| Idolator                | [ 20 ]          |
| London Evening Standard | [ 21 ]          |
| Newsday                 | B+              |
| NME                     | [ 23 ]          |
| USA Today               | [ 24 ]          |

После релиза «Confident» получил в целом положительные отзывы от критиков. На Metacritic, где выставляется среднее арифметическое, основанное на рецензиях от основных критиков, альбом получил 74 из 100, что говорит в целом о благоприятных отзывах от 8 критиков. Четырьмя звёздами альбом наградили на AllMusic. Стивен Томас Эрльюин описал альбом как «совокупный результат беспорядочного, красочного современного поп-жанра, который оказался лучше, чем сумма всех его составляющих.» Энни Залесский из The A.V. Club поставил альбому B+, сказав: «Confident — это впечатляющий альбом от поп-звезды, которая знает, что она хочет, и которая знает как это получить.» The Guardian дали смешанный отзыв альбому: «Лишь определённый блеск, который превращает её вокал в гибрид Сии и Келли Кларксон удерживает альбом от звания одного из лучших поп-альбомов 2015 года.» Майк Уосс из Idolator тоже дал смешанный отзыв: «Нет правильного или неправильного подхода к созданию альбома, но если ты собираешься возобновить звучание эры „Teenage Dream“ Кэти Перри, твой альбом должен содержать потенциальные хиты. Чего, собственно, и не хватает в альбоме Confident.» Ник Левин оценил альбом в 3 звезды из 5, сказав: «Альбом содержит сильный материал, особенно от певицы, которая открыто говорит о своей борьбе с депрессией, злоупотреблением наркотиками и алкоголем, а также расстройстве пищевого поведения, но всё-таки Confident сильная работа.»
Гленн Гамбоа из Newsday дал более положительный отзыв: «На Confident Ловато удивительно высокомерно и показательно говорит о поисках себя, она показывает всё: от сексуальных экспериментов до отношений со своим умершим отцом.» В отзыве для Billboard Маура Джонстон дал альбому 4,5 звезды из 5: «Её готовность делиться с аудиторией каждым своим неверным шагом и тем, как тяжёлые времена помогли ей стать сильной женщиной, делает Confident заразительным и желанным к прослушиванию.»

## Продажи
«Confident» дебютировал со второй строчки американского чарта Billboard 200 с продажами 98,000 копий (77,000 — чистые продажи). Альбом показал хуже результаты в продажах, в отличие от своего предшественника «DEMI», который дебютировал с большим количеством проданных копий за первую неделю.
По состоянию на 5 января 2016 года, альбом Confident продался в 166,000 копий в Америке.

## Список композиций
| №                   | Название                               | Автор(ы)                                                  | Длительность |
| ------------------- | -------------------------------------- | --------------------------------------------------------- | ------------ |
| 1.                  | «Confident»                            | Lovato Martin Kotecha Salmanzadeh                         | 3:25         |
| 2.                  | «Cool For The Summer»                  | Lovato Kotecha Max Martin Kronlund Payami                 | 3:34         |
| 3.                  | «Old Ways»                             | Waithe Evigan Hoffman                                     | 3:24         |
| 4.                  | «For You»                              | Carlsson Grant Catanzaro                                  | 3:41         |
| 5.                  | «Stone Cold»                           | Lovato Laleh Pourkarim Gustaf Thörn                       | 3:11         |
| 6.                  | «Kingdom Come» (featuring Iggy Azalea) | Lovato Julia Michaels Azalea Steve Mac                    | 4:04         |
| 7.                  | «Waitin for You» (featuring Sirah)     | Lovato Michaels Evigan Sara Mitchell Mac                  | 3:12         |
| 8.                  | «Wildfire»                             | Nicole Morier Mikkel S. Eriksen Tor Hermansen Ryan Tedder | 3:19         |
| 9.                  | «Lionheart»                            | Mac Ina Wroldsen                                          | 4:04         |
| 10.                 | «Yes»                                  | Lovato Pourkarim                                          | 3:10         |
| 11.                 | «Father»                               | Lovato                                                    | 3:55         |
| Общая длительность: | Общая длительность:                    | Общая длительность:                                       | 38:59        |

| №                   | Название                                   | Автор(ы)                                      | {{{extra_column}}}  | Длительность |
| ------------------- | ------------------------------------------ | --------------------------------------------- | ------------------- | ------------ |
| 12.                 | «Stars»                                    | Lovato Carl Falk Kotecha Kronlund Rami Yacoub |                     | 3:08         |
| 13.                 | «Mr. Hughes»                               | Lovato Carlsson                               |                     | 3:41         |
| 14.                 | «Cool for the Summer» (Jump Smokers Remix) | Lovato Kotecha Max Martin Kronlund Payami     |                     | 4:25         |
| 15.                 | «Cool for the Summer» (Suraci Remix)       | Lovato Kotecha Max Martin Kronlund Payami     |                     | 4:45         |
| Общая длительность: | Общая длительность:                        | Общая длительность:                           | Общая длительность: | 54:58        |

## Сертификации и продажи
| Страна   | Статус        | Продажи |
| -------- | ------------- | ------- |
| Бразилия | 2х Платиновый | 80,000  |